# وهلینگ (نبراسکا)
وهلینگ(به انگلیسی: Uehling) شهری در ایالت نبراسکا کشور ایالات متحده آمریکا است که جمعیت آن در سرشماری سال ۲۰۱۰ میلادی، ۲۳۰ نفر بوده‌است.